# Jožef Školč

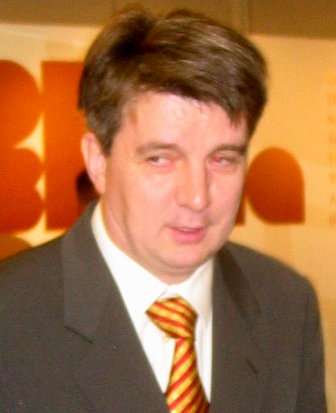

Jožef Školč (Breginj (bij Kobarid), 19 augustus 1960) is een Sloveens politicus. Hij studeerde politicologie aan de universiteit in Ljubljana. De carrière van Školč begon in de late jaren 1980 binnen de socialistische jeugdbeweging van Slovenië. Deze organisatie reageerde positief op de maatschappelijke veranderingen, zoals de punkbeweging en retrograad geformuleerde kritiek in de Sloveense kunst en cultuurscene (zoals de formatie Laibach).
Sinds november 1988 was Jožef Školč voorzitter van de Bond van de Socialistische Jeugd van Slovenië (Zveza Socialistične Mladine Slovenije). Op 10 november 1990 werd hij gekozen tot partijleider van de hieruit ontstane nieuwe partij Voor de Vrijheid van een Denkende Wereld (Za Svobodo Mislečega Sveta). Deze partij noemde zich weldra liberaal-democratisch en heet sinds 1994 Liberale Democratie van Slovenië. Školč gaf in 1992 het voorzitterschap op en werd opgevolgd door Janez Drnovšek.
Sinds de eerste vrije verkiezingen in 1990 veroverde Jožef Školč steeds opnieuw een zetel in het Sloveense parlement voor de LDS. Sinds het voorjaar 2007, toen de fractie uiteenviel, is Školč fractievoorzitter. Van 2008 tot 2011 maakte Školč deel uit van het kabinet van de minister-president. Bij de verkiezingen in 2011 kandideerde Školč opnieuw voor een zetel namens de LDS, zonder succes.
Tussentijds bekleedde Školč het voorzitterschap van het parlement (1994-1997) en was hij tussen 1997 en 2000 minister voor Cultuur.